# Kentucky Fried Chicken
Kentucky Fried Chicken (forkortet KFC) er en kæde af fastfood-restauranter, der blev grundlagt i Louisville, Kentucky, USA i 1939.
Kæden sælger primært kyllingstykker, salater og sandwiches. Selvom det primære fokus er på friturestegt kylling, tilbydes også en række af grillede og pandestegte kyllingeprodukter, samt tilbehør og desserter. Udenfor Nordamerika sælges desuden produkter baseret på oksekød, såsom hamburgere, kebab, samt svinekødsbaserede produkter.
Virksomheden blev grundlagt af Harland Sanders i 1952, selvom idéen bag KFC's friturestegte kyllingestykker egentlig går tilbage til 1930. Forkortelsen KFC blev i 1991 en del af det officielle navn. Fra april 2007 begyndte man at anvende det oprindelige, uforkortede navn til skilte, emballage og markedsføring i USA, som en del af en relancering og deres brand.